# آنجيلو روتولي
آنجيلو روتولي (14 ديسمبر 1958 - 29 مارس 2020)، كان ملاكمًا محترفًا إيطاليًا. وحمل لقب كرويسيروايت الأوروبي في عام 1989، وتحدى مرة في المجلس العالمي للملاكمة من اجل لقب كرويسيروييت في عام 1987. 
توفي روتولي عن عمر يناهز 61 عامًا بعد إصابته بمرض فيروس كورونا 2019 .

## روابط خارجية
- آنجيلو روتولي على موقع بوكس ريك (الإنجليزية) (registration required)